# 松村優樹
松村 優樹（まつむら ゆうき、1993年1月14日- ）は静岡県浜松市出身の陸上競技選手。専門は長距離走。浜松日体高校、順天堂大学卒業。現在はHonda陸上競技部に所属。愛知製鋼陸上競技部所属の松村和樹は双子の弟。

## 経歴･人物
- 弟の松村和樹とは浜松日体高校時代、順天堂大学時代と同じチームに所属していた。弟の和樹は陸上をはじめたきっかけの1つとして、兄の優樹が中学時代に陸上をやっていたことをあげている[1]。

- 大学4年時の日本インカレでは10000mに出場し、4位入賞を果たした(記録:29分05秒80) [2]。同じく大学4年時の全日本大学駅伝では、大学駅伝最初で最後となる和樹との双子タスキリレーが実現した(和樹7区5位→優樹8区9位) 。

- 2015年、大学卒業直前の3月1日にホノルルマラソンの姉妹レースである三浦国際市民マラソンに出場しハーフマラソンの部で優勝。10キロの部で優勝した和樹と双子でのアベック優勝となった [3]。大学卒業後は和樹と袂を分かち、Hondaに入社した(和樹は愛知製鋼に入社)。

- Honda入社1年目の11月に開催された東日本実業団駅伝(2016年全日本実業団駅伝の東日本予選)では最終7区を担当。2位でタスキを受け取ったものの、首位の日清食品グループ・元村大地とは中継所の時点で52秒の差があり逆転は不可能かと思われた。しかし松村は徐々に差を詰めていき、ゴールの競技場直前で先頭に追い付き、最終的にそのまま突き放しゴールテープを切った。Hondaの5年ぶり5回目の優勝を決定づけた松村はMVP賞を獲得した[4]。2016年元日の全日本実業団駅伝本戦では3区を担当し、愛知製鋼の3区にエントリーされた和樹との直接対決が実現した。結果は優樹が区間10位(38分56秒)、和樹が区間18位(39分32秒)であった[5]。

- 同学年の双子の長距離ランナーに村山謙太・村山紘太兄弟、市田孝・市田宏兄弟がいる。松村兄弟も同じ双子として双子ランナーにはライバル意識を持っており、ほかの双子には負けたくないと語っている[6]。ちなみに、松村兄弟は大学で同じチーム→実業団で別のチーム、村山兄弟は大学で別のチーム→実業団で同じチーム(謙太：駒澤大学・紘太：城西大学→旭化成)、市田兄弟は大学・実業団ともに同じチーム(大東文化大学→旭化成)と双子の歩む道は三組三様である。

## 自己ベスト
- 5000m 公認:13分56秒07
- 10000m 公認：28分44秒29
- ハーフマラソン公認：1時間02分44秒[7]